# Genevois français
Pour les articles homonymes, voir Genevois.
Ne doit pas être confondu avec Pôle métropolitain du Genevois français.
 (juillet 2017).
Si vous disposez d'ouvrages ou d'articles de référence ou si vous connaissez des sites web de qualité traitant du thème abordé ici, merci de compléter l'article en donnant les références utiles à sa vérifiabilité et en les liant à la section « Notes et références ».

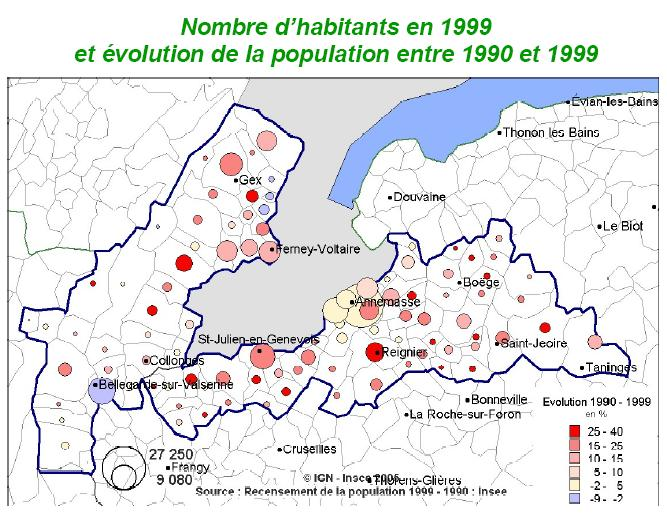
Démographie en Genevois français ; en gris, la Suisse.

La zone d'emploi du Genevois français selon le découpage de 2011, en noir, au sein de la Région Auvergne-Rhône-Alpes.

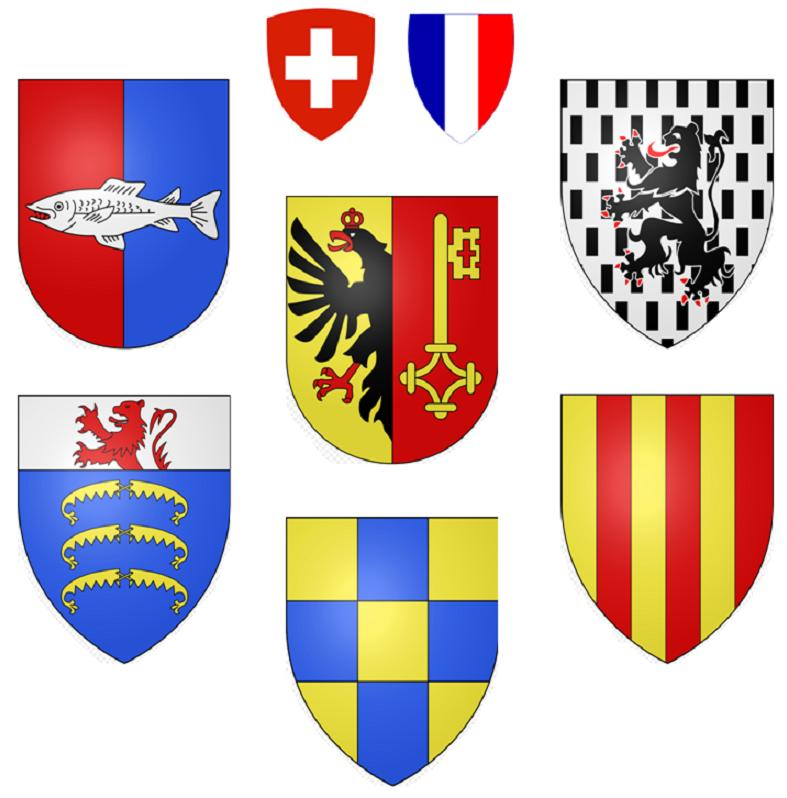
Les blasons de l'agglomération franco-valdo-genevoise.

Le Genevois français est l'appellation aujourd'hui donnée par l'administration française au pourtour français du canton de Genève,.
Le terme peut désigner la zone d'emploi du Genevois français, et, depuis 2017, le Pôle métropolitain du Genevois français au périmètre plus petit.
Ce territoire, encadrée par le Jura au nord et à l'ouest et les Alpes au sud, se situe à la fois sur les départements de la Haute-Savoie et de l'Ain. Les villes principales sont Annemasse, Bonneville, Saint-Julien-en-Genevois, Bellegarde-sur-Valserine, Gex, La Roche-sur-Foron, Ferney-Voltaire et Divonne-les-Bains, qui font elles-mêmes parties de communautés de communes. Il fait partie du « Grand Genève » (anciennement agglomération franco-valdo-genevoise).
La province historique du "Genevois" et le "Genevois français" ne couvrent pas la même zone géographique. Dans le premier cas, historique, le territoire comprenait seulement une partie du comté de Genève. Alors que dans le second, il coïncide avec le haut-Genevois, c'est-à-dire la partie qui se situe dans l'aire de polarisation de la cité genevoise, ancienne capitale du comté de Genève.
Le Genevois français, lorsqu'il désigne la zone d'emploi, compte 146 communes en 2020, dont notamment 100 des 117 communes du pôle métropolitain du Genevois français et son territoire englobe 87 % de la population de l’aire urbaine de Genève - Annemasse (partie française) et 40 % de celle de Cluses, pôle d’attraction pour l’est du territoire, pour une population de 389 087 habitants en 2019. En 2009, les actifs transfrontaliers (69 000) représentent 40 % de l’ensemble des actifs occupés de la zone (173 000). Selon le classement « Où fait-il bon vivre en France ? » réalisé par Les Échos en 2015, le Genevois français est 1er sur 304 zones d'emplois répertoriées.

## Un pôle dynamique et international
Le Genevois français a une position stratégique puisque situé aux portes de Genève, ville mondiale et cosmopolite accueillant des organisations internationales et des institutions financières de renom. Genève est dotée d'un aéroport international (Genève-Cointrin), avec un accès côté France, qui contribue largement à l'expansion internationale et transfrontalière de tout le Grand Genève.
Le Genevois français vit principalement aux rythmes de Genève et d'Annemasse, la plus grande ville du Genevois français avec plus de 30 000 habitants, soit plus de 13 % de la population de l’agglomération.
Le Genevois français présente toutes les caractéristiques des espaces périurbains en expansion, accentuées par le dynamisme de l'agglomération genevoise. Il est "périurbain" dans la mesure où l'aire urbaine de Genève (690 000 habitants en 1999) est située pour l'essentiel en dehors de son périmètre, de l'autre côté de la frontière. 45 000 résidents travaillent hors du Genevois français, soit près d'un actif sur deux. Cela s'explique bien sûr par l'emploi transfrontalier en Suisse, qui concerne en 1999 près de 36 000 personnes, soit 37 % des actifs. L'ouverture progressive du marché du travail genevois, avec l'application des accords bilatéraux entre la Suisse et l'Union Européenne, n'a fait depuis qu'amplifier le phénomène. Le mouvement inverse est en revanche beaucoup plus limité : un peu moins de 10 000 personnes résidant en France hors du Genevois français viennent y travailler, et on estime à quelques centaines seulement celles venant de Suisse.
Forte de sa situation géographique et de sa démographie, la ville d'Annemasse jouit du soutien de l'État français par le biais du Comité Interministeriel d'Aménagement et de Compétitivité du Territoire du 6 mars 2006 (CIACT) qui reconnaît Annemasse en tant que futur pôle d'implantation d'ONG au sein de l'agglomération franco-genevoise.

## Une zone urbaine en expansion
Le Genevois français connaît des caractéristiques démographiques assez proches de celles des couronnes lyonnaise et grenobloise, et une croissance démographique soutenue et déjà ancienne. Entre 1962 et 2002, la population y a crû de plus de 2 % en moyenne chaque année.
Le Genevois français ayant de nombreuses caractéristiques d'une couronne périurbaine, il est instructif de le comparer aux couronnes d'autres métropoles, comme Grenoble ou Lyon. Le rapprochement laisse apparaître de nombreuses convergences. Pour rendre la comparaison plus pertinente, on peut se restreindre aux seules communes périurbaines du territoire, qui représentent un gros tiers de la population totale.
Avec 284 400 habitants en 2006, le Genevois français est de taille intermédiaire entre la couronne grenobloise (95 000 habitants) et la lyonnaise (299 000 habitants). Globalement, il apparaît plus densément peuplé mais, dans sa partie purement périurbaine, on retrouve également une densité de population intermédiaire entre les couronnes de Grenoble et de Lyon.
Depuis 1999, le rythme de progression a fortement ralenti dans les communes périurbaines grenobloises et lyonnaises, alors qu'il semble s'accélérer en Genevois français. Ce renversement de tendance s'explique essentiellement par la composante migratoire de la croissance démographique, qui est désormais deux fois plus importante dans la couronne périurbaine du Genevois français que dans celles de Lyon ou Grenoble.

## Une population d'actifs jeunes et internationale, mais peu d'étudiants et peu de retraités
Le Genevois français attire de nombreux jeunes actifs. Cette performance démographique tient à l’attractivité du territoire et aussi à l'excédent des naissances sur les décès. Sur les 30 dernières années, l'apport migratoire annuel moyen se chiffre à plus de 1 600 personnes, expliquant 60 % de la croissance de la population. Après s'être réduit dans les années 90, le solde migratoire progresse à nouveau après 1999.
L'installation de familles, caractéristique des périphéries d'agglomérations, est amplifiée par le rayonnement international de Genève et son indéniable attraction sur le marché de l'emploi. Les flux d'entrants sont ainsi massivement supérieurs aux flux de sortants pour les 25-34 ans : le gain est de 3 800 personnes entre 1990 et 1999. Le solde migratoire est également très positif pour les enfants de moins de 15 ans.
En revanche, le Genevois français, qui n'a pas d'université, a perdu plus de 3 000 étudiants sur la période 1990-1999. Il enregistre aussi un déficit migratoire à partir de 45 ans, qui s'accroît ensuite jusqu'à l'âge de la retraite.
Les nouveaux arrivants viennent surtout du reste de la région Rhône-Alpes, proximité géographique oblige, puis de l'Île-de-France, du fait de son poids démographique important. Mais la particularité du territoire est d'accueillir de nombreux habitants venant de l'étranger, et d'abord de la Suisse voisine : c'est le cas de 8 600 personnes entre 1990 et 1999, soit 16 % de l'ensemble des arrivées. Toutes origines confondues, l'apport migratoire concerne d'abord les professions intermédiaires et les employés. L'excédent concernant les cadres est également important, au vu de leur effectif dans la population. Ces mouvements se reflètent dans la structure sociale du territoire, qui se caractérise par une sur-représentation de ménages professions intermédiaires ou employés. Quant aux cadres, leur poids est conforme à la moyenne urbaine. Les ménages ouvriers sont également bien présents. À l’inverse, les étudiants et surtout les retraités, qui ont tendance à quitter le territoire, sont beaucoup moins nombreux que dans la zone de référence ou la région.

## Composition de la zone d'emploi Genevois français
La zone d’emploi du Genevois français est délimitée par les mouvements des travailleurs. Au 1er juillet 2011, elle a été augmentée de 33 communes (35 communes ajoutées, 2 réaffectées à la zone d’Annecy), en particulier en direction de la vallée de l’Arve, avec le Pays rochois et Bonneville. Parmi les nouvelles communes figurent Bonneville (11 831 habitants), La Roche-sur-Foron (10 061 habitants), Saint-Pierre-en-Faucigny (5 863 habitants), Saint-Jeoire (3 138 habitants) et Mieussy (2 078 habitants). Le Genevois français comprend 87 % des communes de l'aire urbaine de Genève-Annemasse et 40 % des communes de l'aire urbaine de Cluses selon l'INSEE.
En 2020, elle compte 146 communes, dont notamment 100 des 117 communes du pôle métropolitain du Genevois français.

### Démographie
Selon l'Insee, le Genevois français (zone d'emploi) comptait 389 087 habitants en 2019 dont 87 381 immigrés (nés étrangers à l'étranger) soit  22,5% de la population totale (14,8% originaires de pays européens et 7,7% d'autres pays).

### Sources partielles
- Synthèse de territoire Le Genevois français (11/2011), Site de l'INSEE
- Le Genevois français : la forte croissance démographique soulève des enjeux en termes de services à la population et de conditions de vie, Site de l'INSEE